# Emilie Gale
Emilie Gale (Sri Lanka, 19 oktober 1981) is een Nederlandse oud-langebaanschaatsster. Ze was gespecialiseerd in de sprintafstanden.
In 2007 en 2008 werd Gale Nederlands kampioene op de supersprint en ook deed ze jarenlang mee aan het NK sprint en het NK afstanden op de 500 meter. In 2009 besloot ze na een zware valpartij te stoppen met topsport.

## Persoonlijk records
| Afstand     | Tijd     | Datum           | Baan       |
| ----------- | -------- | --------------- | ---------- |
| 500 meter   | 40,01    | 5 januari 2008  | Heerenveen |
| 1000 meter  | 1.22,18  | 6 januari 2008  | Heerenveen |
| 1500 meter  | 2.14,31  | 14 maart 2005   | Heerenveen |
| 3000 meter  | 4.55,82  | 7 december 2004 | Heerenveen |
| 10000 meter | 19.52,40 | 26 maart 1999   | Heerenveen |

## Resultaten
| Jaar | NK Afstanden | NK Sprint |
| ---- | ------------ | --------- |
| 2004 | 17e 500m     |           |
| 2005 | 18e 500m     | 26e       |
| 2006 | 17e 500m     | 19e       |
| 2007 | 13e 500m     | 16e       |
| 2008 | 14e 500m     | 17e       |